# Tim Berners-Lee
Sir Timothy John «Tim» Berners-Lee, (Londres, 8 de juny de 1955) és un enginyer informàtic britànic i professor del Massachusetts Institute of Technology. Pot portar els següents títols honorífics darrere el cognom: EM (Orde del Mèrit), KBE (Orde de l'Imperi Britànic), FRS (Fellow of the Royal Society).
A partir de 1989 coordinà un grup d'investigadors de l'Organització Europea per a la Recerca Nuclear (CERN), amb seu a Ginebra (Suïssa), que desenvolupà el projecte World Wide Web, (el web). El 25 de desembre de 1990, amb l'ajut de Robert Cailliau i personal del CERN, va implementar amb èxit la primera comunicació entre un client i un servidor http a través d'Internet. El 2007, va quedar en primer lloc, al costat d'Albert Hofmann, a la llista dels cent majors genis vius del diari The Daily Telegraph. Berners-Lee és el director de la World Wide Web Consortium (W3C), institució que fundà el 1994, i que supervisa el desenvolupament del web. També és el fundador de la Fundació World Wide Web, i és investigador sènior i titular de la 3Com i fundador president del Computer Science and Artificial Intelligence Laboratori (CSAIL) del Massachusetts Institute of Technology (MIT). És fellow i conseller del Web Science Trust, i membre de la junta consultiva del Centre d'Intel·ligència Col·lectiva del MIT. L'abril de 2009, va ser elegit com a membre de l'Acadèmia Nacional de Ciències dels Estats Units.
L'any 2004 fou anomenat Cavaller de l'Imperi Britànic per la Reina Isabel II, fou guardonat també amb el Premi Turing l'any 2016 per les seves nombroses contribucions en els camps de la computació i la tecnologia.

## Biografia

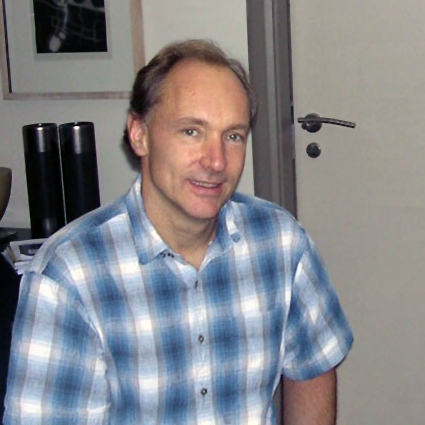
Tim Berners-Lee el 18 de novembre de 2005

Tim Berners-Lee va néixer a Londres, Regne Unit, el 8 de juny de 1955. Els seus pares eren Conway Berners-Lee i Mary Lee Woods. L'orientació professional li venia de família, ja que els seus pares s'havien conegut en el projecte de desenvolupament del Ferranti Mark I, el primer ordinador comercial amb programa emmagatzemat desenvolupat per l'empresa Ferranti el març de 1951. El seu pare, Conway Berners-Lee, i la seva mare, Mary Lee Woods, van ser matemàtics britànics i especialistes en computació; van treballar amb l'equip que desenvolupà el Ferranti Mark l.
Va començar a l'escola primària Sheen Mont i després va passar a l'Emanuel School ambdues a Londres, de 1969 a 1973. Estudià a Queen's College, de la Universitat d'Oxford, de 1973 a 1976, on va rebre un títol de primera classe de Física.

## Carrera

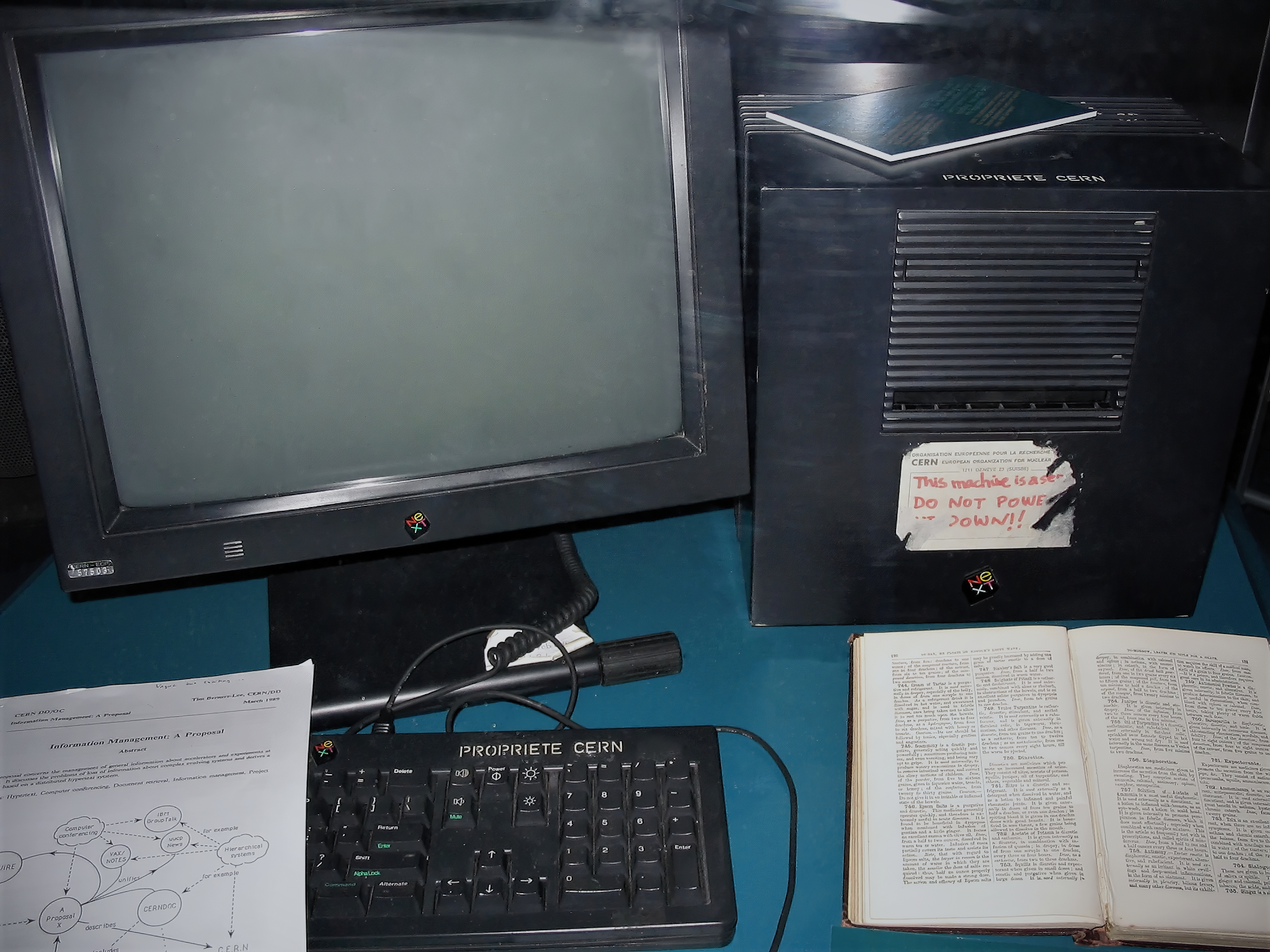
Aquesta estació NeXT (una NeXTcube) fou utilitzada per Tim Berners-Lee com el primer servidor Web a la World Wide Web. Es guarda al Microcosm, el museu del CERN, a Ginebra. Al costat del teclat hi apareix una còpia del Information Management: A Proposal, què fou la proposta original de Berners-Lee per a la WWW. Al servidor hi diu Aquesta màquina és un servidor. NO L'APAGUEU!!.

Va començar a treballar a Plessey Telecommunications, un important fabricant d'equip de telecomunicació establert a Poole. Després de dos anys va anar a D.G.Nash Ltd a Ferndown, on va desenvolupar, entre d'altres, programari per impressores intel·ligents i sistemes operatius multitasca. Després de graduar, va viure al poble de Colehill prop de Wimborne Minster, Dorset, Anglaterra. Molt de temps després, el 2001, Berners-Lee va esdevenir patró de l'East Dorset Heritage Trust, una institució benèfica educativa.
De Dorset se'n va anar cap a Ginebra, com a col·laborador independent del CERN on, entre juny i desembre de 1980 va proposar un projecte basat en el concepte de l'hipertext, per facilitar l'intercanvi i actualització de la informació entre els investigadors. Va construir un prototip de sistema anomenat Enquire.
Després de deixar el CERN el 1980, va passar a treballar a John Poole Image Computer Systems Ltd, a Bournemouth, Anglaterra, però va tornar al CERN l'any 1984 com a becari. El 1989, el CERN era el node d'Internet més gran a Europa i Berners-Lee va veure l'oportunitat d'unir-se l'hipertext amb Internet: «Jo només havia d'agafar la idea de l'hipertext i connectar-la amb el TCP i la idea del sistema de noms de dominis i - ta-da! – ja tenim la World Wide Web». Va escriure la seva primera proposta el març de 1989. El 1990, amb l'ajut de Robert Cailliau, va fer una revisió que va ser acceptada pel seu gerent, Mike Sendall. Va fer servir idees similars a les destacades al programari Enquire per crear el sistema World Wide Web, mitjançant el qual va dissenyar i construir el primer navegador web, que també funcionava com un editor (WorldWideWeb, funcionant amb el sistema operatiu NeXTSTEP), i el primer servidor web, «CERN httpd» (abreviatura de dimoni del protocol de transferència d'hipertext, HyperText Transfer Protocol Daemon en anglès).
El primer lloc web va ser construït al CERN i, per primera vegada es va posar en línia el 6 d'agost de 1991. Proporcionar informació sobre que era el World Wide Web, i com es podia utilitzar un navegador i configurar un servidor web.
El 1994, Tim va fundar la World Wide Web Consortium (W3C) al Laboratory for Computer Science (LCS) que en combinació amb l'Artificial Intelligence Lab el 2003 esdevé el Computer Science and Artificial Intelligence Laboratory (CSAIL) al Massachusetts Institute of Technology (MIT). Englobava diverses empreses que estaven disposades a crear normes i recomanacions per millorar la qualitat de la xarxa. Berners-Lee va permetre que la seva idea es fes servir lliurement, sense patent i sense drets d'autor. El Consorci World Wide Web va decidir que les seves normes s'han de basar en la tecnologia lliure de drets d'autor, a fi que puguin ser utilitzats fàcilment per qualsevol persona.
El desembre de 2004, va acceptar una càtedra de Ciències de la Computació a la Facultat d'Electrònica i Computació, Universitat de Southampton, Anglaterra, per treballar en el seu nou projecte, el Web semàntic.
El juny del 2009 el primer ministre britànic Gordon Brown va anunciar que Berners-Lee treballaria amb el govern del Regne Unit per ajudar a fer que les dades foren més obertes i accessibles per la xarxa, sobre la base de treball del Grup de Treball del Poder de la Informació.
També va ser un pioner de les veus a favor de la neutralitat de la xarxa. Ja el 2008 va avisar del risc d'utilitzar la xarxa per escampar desinformació i de la necessitat de trobar una manera de separar rumors de ciència real. i ha expressat l'opinió que els ISP havien de fer la seva oferta de connectivitat «sense condicions», i no hauria de tenir ni control ni seguiment de les activitats de navegació dels clients sense el seu consentiment exprés.

## El WWW
En el procés de creació del Web, Tim Berners va considerar dos aspectes que han acabat sent una part important de la ràpida extensió i adopció generalitzada d'aquesta tecnologia que per ell eren essencials, l'adaptabilitat i la gratuïtat.
En aquella època Tim cercava desenvolupar un programari de gestió documental que pogués permetre emmagatzemar i recuperar documents amb facilitat. Tots els sistemes presentats al CERN no havien obtingut èxit, ja que obligaven les persones usuaries a reorganitzar la seva forma de treballar per adaptar-se al sistema. Així doncs, l'objectiu del www havia de ser no tenir regles i ser accessible des de qualsevol lloc sense haver de requerir l'accés a un altre.
Tim era un gran defensor de la llicència lliure i, a més entenia que l'èxit de la propagació del seu sistema com a base per al desenvolupament de solucions, passava per un accés amb poques limitacions. En aquest sentit, Tim Berners descriu al seu llibre Teixint la xarxa, publicat el 1999: 
| « | Al llarg de l'any anterior havia estat intentant que el CERN posés els drets de propietat intel·lectual del codi web sota la Llicència Pública General (GPL), de manera que tots els altres la poguessin fer servir. La GPL fou desenvolupada per Richard Stallman per a la seva Free Software Foundation i hi havia coses que quedaven lligades, com per exemple que qualsevol modificació havia de pertànyer a la mateixa GPL. Però com a conseqüència del desastre que va afectar el gopher [quan la universitat de Minessota va voler cobrar pel seu ús comercial], es deia que algunes grans empreses com IBM no deixarien mai que el web entrés en les seves instal·lacions si tenia alguna classe de llicència. Per suposat, això incluïa la GPL. El CERN no ho tenia clar però quan vaig tornar de Columbus, vaig modificar la meva petició. Vaig renunciar a tenir una llicència GPL i vaig demanar que es posés la tecnologia web a disposició del públic en general, sense cap lligam. El 30 d'abril [de 1993] Robert i jo vàrem rebre una declaració amb el segell del CERN i signada per un dels directors: el CERN permetia l'ús gratuït del protocol i el codi web a tot el món, crear un servidor o un navegador, repartir-lo o vendre'l, sense drets d'autors ni altres càrrecs. Sort! | » |

### L'origen del nom
Quan Tim Berners estava desenvolupant el web va pensar que el seu nom havia de fer referència a nou tipus d'estructura que representava. Primer va pensar a anomenar-lo Mesh of Information (malla d'informació), però mesh en anglès també significa embolic o desastre,i va preferir descartar-la. Posteriorment va pensar en Mine of Information (mina d'informació) però les sigles MOI li varen semblar que tindria una cognotació massa personalista entre els francesos. Aleshores va alterar l'ordre de les paraules i va pensar en The Information Mine, però les sigles TIM encara eren més personalistes. Finalment va recordar el web que és el nom donat en matemàtiques a un conjunt de nodes que tenen relació entre ells. El concepte universal que volia que tingués el seu producte (world wide) i el fet que les sigles resultants eren prou originals en qualsevol idioma, el varen fer decidir per l'opció WWW.

### L'evolució posterior
A partir del llançament del WWW, va començar una competència entre navegadors. El Viola per a UNIX el maig del 1992, obra de Pei Wei, un estudiant de Berkeley. Al cap de poc es va afegir el Midas desenvolupat pel físic Tony Johnson del centre SLAC. La Universitat de Kansas va crear un navegador d'hipertext anomenat Lynx que treballava en format text de 24 x 80 columnes. Era un sistema intern de la universitat que l'estudiant Lou Montulli va adaptar a la xarxa el març del 1993 sota el nom de Lynx 2.0. Contemporàneament, Dave Raggett de HP Bristol va crear l'Arena, un sistema dins de l'àmbit comercial. Però el primer producte gràfic i en conseqüència de més àmplia difusió domèstica del moment arribaria amb el Mosaic de Marc Andreessen i Eric Brina el febrer de 1993.
Un temps després Marc Andreessen junt amb l'empresari Jim Clark van contractar Lou Montulli (creador de Lynx) i junt amb bona part de l'equip de Mosaic van crear, l'abril de 1994 a Mount View (Califòrnia), el navegador Netscape que seria el navegador de més difusió amb versions per UNIX i per Windows, fins al llançament de MS-Explorer a l'agost de 1995.

## Projectes actuals

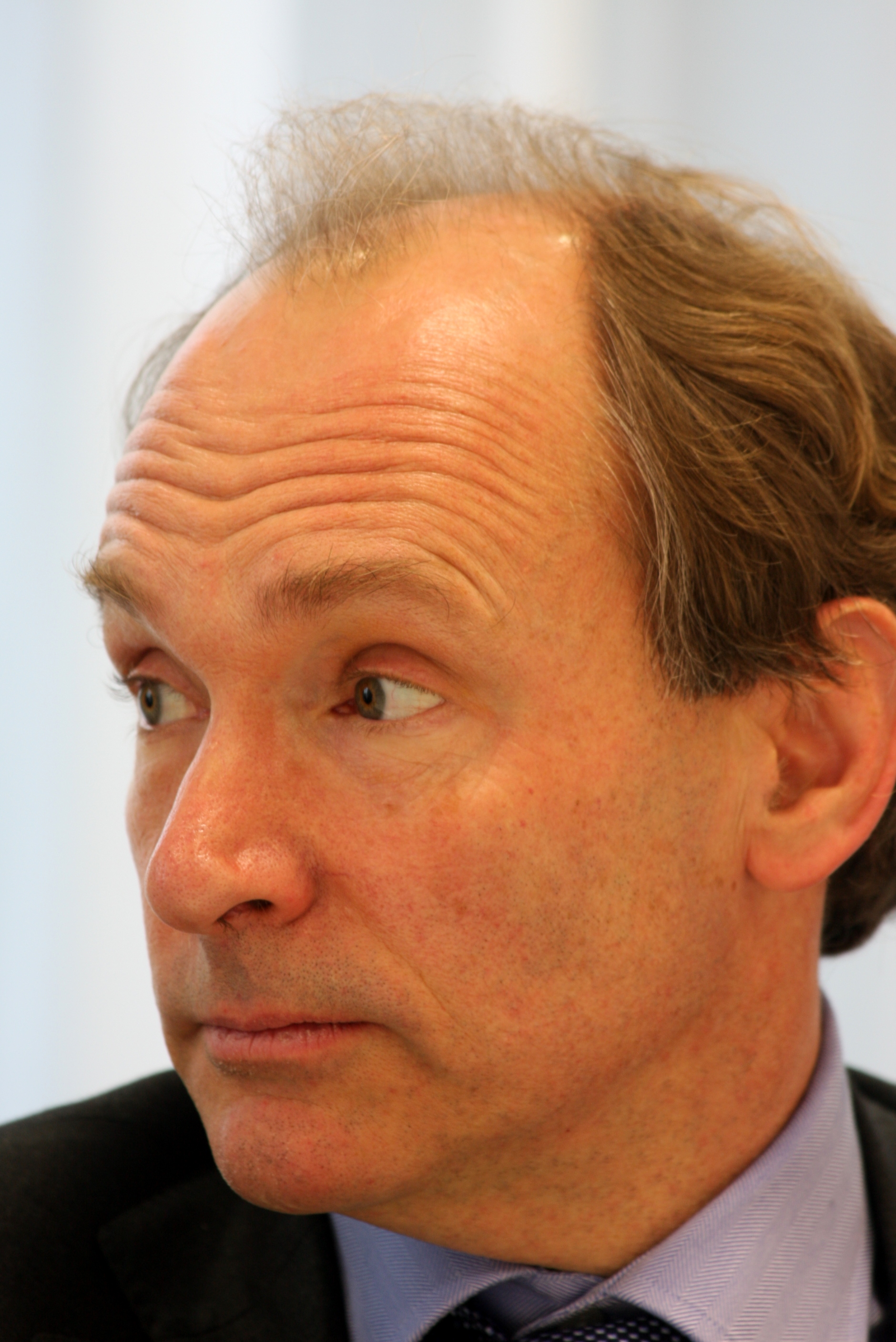
Primer pla de Berner-Lee, el gener del 2010.

Tim Berners ha estat crític amb les expectatives generades al voltant del Web 2.0 quan hom ha argumentat sobre aquesta plataforma que «si el web 1.0 connectava ordinadors, el web 2.0 connecta persones». Tim opina que no es tracta d'una nova generació de web sinó una forma diferent i, això si, molt més potent de desplegar aplicacions sobre la mateixa plataforma del web inventat per ell. En aquest sentit, eines com les wikipèdies o els blogs són unes eines que fomenten i potencien la participació i col·laboració, però, de fet, no hi ha cap component tecnològic base que no existís des de força anys abans.

Berners-Lee va desenvolupar el concepte d'intercreativitat considerat un aspecte vital del futur del web i què definia com: 
| «                    | El procés de fer coses o resoldre problemes junts. […] hem de ser capaços no només de trobar qualsevol tipus de document al web, sinó també de crear qualsevol tipus de document, fàcilment […] Hauríem de ser capaços no només d'interaccionar amb altres persones, sinó crear amb altres persones. | » |
| — [Berners-Lee 1999] | |   |

Des del 1998, Tim Berners-Lee està treballant en el projecte del web semàntic, que té com a objectiu crear un medi universal per a l'intercanvi d'informació significativa (semàntica), d'una forma comprensible per a les màquines, del contingut dels documents de la Web. Amb això es pretén ampliar la interoperabilitat dels sistemes informàtics i reduir la mediació dels operadors humans en els processos intel·ligents de flux d'informació. La mateixa concepció del web com a mitjà universal de presentació tenia l'orientació que fos interpretable pels humans i, per tant, té una orientació visual. Aquest aspecte resta capacitat per a l'intercanvi d'informació entre màquines reduint les possibilitats d'accés a la informació de forma sistemàtica i industrialitzada.

## Un domini controvertit
Tim Berners-Lee va oposar-se a la creació de nous dominis com el «.xxx» i el «.mobi». Precisament quan el «.mobi» va néixer, va ser el mateix Tim Berners-Lee el principal detractor i opositor. Afirmava que tot el món havia de poder accedir a les mateixes pàgines web independentment del suport que utilitzés, tant si és un ordinador com un dispositiu mòbil. El principal argument de Tim Berners-Lee era considerar un error que la funció del domini «.mobi» es basaria exclusivament en l'accés a través de telèfons mòbils, ja que ell va desenvolupar el web com una forma de comunicació universal.
També va ser protagonista en un conflicte sobre la propietat dels noms dels dominis entre diversos governs i l'ICANN, especialment amb els dominis «.com». Tim Berners-Lee es va posicionar a favor que ningú disposi de la propietat dels noms dels dominis, sinó que aquests siguin un recurs públic.
Tim Berners-Lee va concloure que el nom o la propietat dels dominis no era el més important ni el més urgent en el procés d'estandardització, sinó que és més important establir estàndards de vídeo, codificació, estàndards oberts de comunicació de dades, accés a dades científiques i clíniques o la propagació d'informació entre països.

## Anècdotes
Tim Berners Lee va declarar a un periodista del New York Times a un congrés sobre tecnologia i programació, que si pogués tornar vint anys enrere en el temps, una de les moltes coses que canviaria seria la doble barra que apareix a l'hora d'escriure un URL. Com ell mateix afirma: 
| « | Eliminaria el doble slash que hi ha entre http: i www. […] Odio pensar quina quantitat de paper s'ha gastat per imprimir aquests dos slashes de més, o quant de temps s'ha malgastat en digitalitzar-los. | » |

## Reconeixements

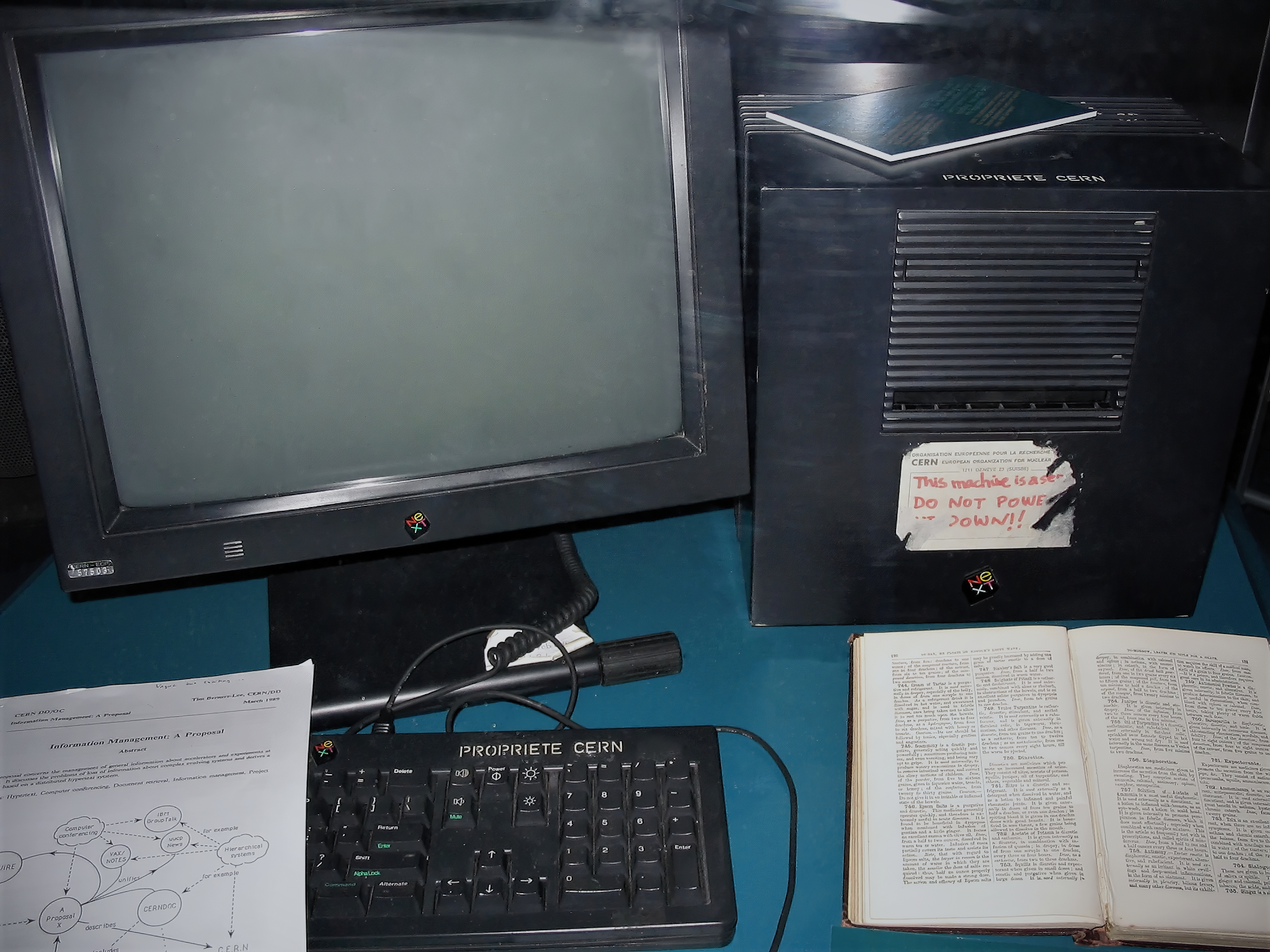
Aquest ordinador NeXT va ser utilitzat per Berners-Lee al CERN i va ser el primer servidor web

- El 1999, Time Magazine va incloure Berners-Lee a la llista de les cent persones més influents del segle xx.
- El 2002 és guardonat amb el Premi Príncep d'Astúries d'Investigació Científica i Tècnica.[38]
- El 2003, va rebre el Premi a la cooperació del Computer History Museum (Museu d'Història de l'ordinador), per les aportacions al desenvolupament de la World Wide Web.[39]
- El 15 d'abril de 2004, va ser el primer a rebre el Premi de Tecnologia del Mil·lenni de Finlàndia, per la invenció de la World Wide Web. El premi en efectiu, per un valor d'un milió euros, es va adjudicar el 15 de juny, a Hèlsinki, Finlàndia, pel President de la República de Finlàndia, Tarja Halonen.[40]
- La reina Elisabet II li va concedir el rang de Knight Commander (el segon més alt càrrec de l'Orde de l'Imperi Britànic), com a part dels Honors d'Any Nou de 2004, i es va investir el 16 de juliol de 2004.[41][42]
- El 27 de gener de 2005, va ser nomenat millor britànic de 2004, tant pels seus èxits i per mostrar les principals característiques dels britànics «en si mateix, determinació, un agut sentit de l'humor i adaptabilitat», com posat per David Hempleman-Adams, un membre del panell.[43]
- El 13 de juny de 2007, va rebre l'Orde del Mèrit i és un dels només 24 membres amb vida amb dret a l'ús de les sigles 'OM' darrere del seu nom.[44] L'Orde de Mèrit és considerada com una distinció atorgada pel monarca regnant, i no requereix assessorament ministerial.
- El 20 de setembre de 2008, va ser guardonat amb el Premi «IEEE/RSE Wolfson James Clerk Maxwell» de l'Institute of Electrical and Electronics Engineers, per la concepció i el desenvolupament del World Wide Web.[45]
- El 28 d'abril de 2009 va ser elegit membre de l'Acadèmia Nacional de Ciències.
- 2009: guanya el Premi Webby per la seva trajectòria
- 2010: la UNESCO li concedeix la Medalla d'Or Niels Bohr
- 2011: Rep el Premi Mikhaïl Gorbatxov.[1]
- 2012: Durant la cerimònia inaugural dels Jocs Olímpics d'Estiu de 2012 va fer un cameo dins l'escena d'homenatge a la World Wide Web que formava part del repàs per la història i les aportacions del Regne Unit als canvis socials de la humanitat.[46]
- 2013: Premi Nacional de Creativitat José María Ricarte de l' Universitat Autònoma de Barcelona.[47]
- El 4 d'abril de 2017, l'Association for Computing Machinery (ACM) va anunciar que li concedia el premi Turing de 2016.[48]

### Doctorats Honoris Causa
Berners-Lee és doctor Honoris Causa per les següents universitats:
- Parsons School of Design, Nova York (1995)
- Southampton University (1995)
- Essex University (1998)
- Southern Cross University (1998)
- Open University (2000)
- Columbia University (2001)
- Oxford University (2001)
- University of Port Elizabeth (2002)
- Lancaster University (2004)[49]
- Universitat Oberta de Catalunya (2008)[50][51]
- University of Manchester (2008)
- Universitat Politècnica de Madrid (2009)[52]
- Université de Liège (2009)
- Vrije Universiteit Amsterdam (2009)[53][54]
- Harvard University (2011)

## Publicacions
Berners-Lee ha publicat articles científics a les revistes més prestigioses com Nature o Scientific American. Destaquen dos llibres:
- Berners-Lee, Tim; Mark Fischetti. Weaving the Web: The Original Design and Ultimate Destiny of the World Wide Web by its inventor.  Britain: Orion Business, 1999. ISBN 0-7528-2090-7.
- Berners-Lee, Tim; Wendy Hall, James A. Hendler. A Framework for Web Science.  United States of America: Now Publishers, 2006. ISBN 1-933019-33-6.